# Bastian Swillims
Bastian Swillims (Alemania, 9 de diciembre de 1982) es un atleta alemán especializado en la prueba de 400 m, en la que consiguió ser subcampeón europeo en pista cubierta en 2007.

## Carrera deportiva
En el Campeonato Europeo de Atletismo en Pista Cubierta de 2007 ganó la medalla de plata en los 400 metros, con un tiempo de 45.62 segundos que fue su mejor marca personal, tras el irlandés David Gillick y por delante del británico Robert Tobin (bronce con 46.15 segundos).